# Filaret (Linczewski)
Filaret, imię świeckie Andriej Konstantinowicz Linczewski (ur. 10 lipca?/22 lipca 1873 w guberni kijowskiej, zm. 21 listopada 1941) – rosyjski biskup prawosławny.

## Życiorys
Wykształcenie teologiczne zdobył w Kijowskiej Akademii Duchownej (dyplom końcowy w 1897). Po jej ukończeniu był nauczycielem szkół parafialnych, a następnie od 1914-1920, już po przyjęciu święceń kapłańskich, wykładowcą seminariów duchownych. W latach 1922–1923 pełnił obowiązki proboszcza nieznanej parafii.  
Chirotonię biskupią przyjął 2 grudnia 1923. Został wówczas wikariuszem eparchii kijowskiej z tytułem biskupa czerkaskiego i czehryńskiego. W 1925 aresztowany w Kijowie, opuścił więzienie po miesiącu. Ponownie został uwięziony we wrześniu roku następnego, po czym od listopada 1926 przez dwa lata znajdował się w Kudymkarze (ob. obwód permski) na zesłaniu.
Po powrocie do Ukraińskiej SRR został biskupem winnickim, wikariuszem eparchii podolskiej i bracławskiej, pozostawał nim od 1932 do 1933. W 1934 był krótko wikariuszem eparchii kijowskiej z tytułem arcybiskupa humańskiego, po czym objął katedrę wołyńską i żytomierską. Nielubiany przez duchowieństwo, które traktował wyjątkowo surowo, stale żył w Kijowie, zaś kierowanie funkcjonującymi jeszcze strukturami cerkiewnymi w Żytomierzu pozostawił w rękach biskupa Maksyma (Rubierowskiego), który był ordynariuszem eparchii wołyńskiej w r. 1929. W czerwcu 1937 został aresztowany. Zmarł cztery lata później, nie odzyskawszy wolności.
Jego symboliczny nagrobek (z podanym jedynie imieniem świeckim) znajduje się na Cmentarzu Zwierzynieckim w Kijowie.